# Hordes of Chaos
Hordes of Chaos (Hordas del Caos) es el décimo segundo álbum de estudio de la banda alemana de thrash metal Kreator. Ha sido descrito como el álbum más orgánico de la banda hasta la fecha debido a que, salvo las voces, los solos de guitarra y las melodías fueron grabadas en un escenario en vivo con una grabadora de cinta analógica con muy pocos doblajes. El frontman Mille Petrozza dijo que esta era la primera vez que grababan un álbum de esta manera desde el disco Pleasure to Kill en 1986.
El álbum fue publicado en tres formatos diferentes. La edición estándar contiene las 10 canciones del álbum. La edición deluxe contiene un DVD con el making of del álbum. La versión en LP tiene una portada diferente a las de las otras ediciones.

## Recibimiento
Hordes of Chaos fue el primer álbum de Kreator en entrar en las listas estadounidenses, vendiendo en su primera semana aproximadamente 2800 copias sólo en ese país. En Alemania, el álbum permaneció 5 semanas en la lista de éxitos, alcanzando la posición 16.
| Año  | Álbum           | Lista                                 | Posición |
| ---- | --------------- | ------------------------------------- | -------- |
| 2009 | Hordes of Chaos | Top Heatseekers                       | N.º 7    |
| 2009 | Hordes of Chaos | Lista oficial de álbumes en Alemania  | N.º 16   |
| 2009 | Hordes of Chaos | Lista oficial de álbumes en Finlandia | N.º 16   |
| 2009 | Hordes of Chaos | Top Independent Albums                | N.º 19   |
| 2009 | Hordes of Chaos | Lista oficial de álbumes en Austria   | N.º 33   |
| 2009 | Hordes of Chaos | Lista oficial de álbumes en Suecia    | N.º 47   |
| 2009 | Hordes of Chaos | Lista oficial de álbumes en Suiza     | N.º 57   |
| 2009 | Hordes of Chaos | Lista oficial de álbumes en Holanda   | N.º 66   |
| 2009 | Hordes of Chaos | Lista oficial de álbumes en Francia   | N.º 85   |
| 2009 | Hordes of Chaos | Billboard 200                         | N.º 165  |

## Lista de canciones
| N.º   | Título                                         | Duración |  |
| 1.    | «Hordes of Chaos (A Necrologue for the Elite)» | 5:04     |  |
| 2.    | «Warcurse»                                     | 4:10     |  |
| 3.    | «Escalation»                                   | 3:24     |  |
| 4.    | «Amok Run»                                     | 4:12     |  |
| 5.    | «Destroy What Destroys You»                    | 3:13     |  |
| 6.    | «Radical Resistance»                           | 3:43     |  |
| 7.    | «Absolute Misanthropy»                         | 3:37     |  |
| 8.    | «To the Afterborn»                             | 4:53     |  |
| 9.    | «Corpses of Liberty»                           | 0:55     |  |
| 10.   | «Demon Prince»                                 | 5:16     |  |
| 38:27 |                                                |          |  |

## Créditos
| Kreator - Mille Petrozza - vocalista y guitarrista - Sami Yli-Sirniö - guitarrista - Christian Giesler - bajista - Jürgen Reil - batería | Producción - Colin Richardson – mezcla - Joachim Luetke – arte - Moses Schneider – producción |